# Водеради
Водеради (на словашки: Voderady) е село в окръг Търнава на Търнавски край, югозападна Словакия. Населението му е около 1783 души (по приблизителна оценка от декември 2021 г.).
Разположено е на 137 m надморска височина в Среднодунавската низина, на 11 km южно от центъра на град Търнава и на 36 km североизточно от столицата Братислава. В селото е запазен замъкът на рода Зичи, притежавал селото през XVIII век. Църквата „Свети Андрей“ е построена през 1692 година.